# Бедфордский замок
Бедфордский замок (англ. Bedford Castle) — средневековый замок в городе Бедфорд (Бедфордшир, Англия).

## Ранняя история
Судя по проведённым раскопкам, город Бедфорд был укреплён ещё в англосаксонский период. Следы таких укреплений были найдены королевском рве на южной стороне реки Грейт-Уз. Судя по всему, существовал и замок до постройки нормандского замка, который стал главной резиденцией феодальных баронов Бедфорд.
Нормандский замок в стиле «мотт и бейли» был построен в начале XII века. Его разместили внутри самого города; при этом, чтобы освободить для него место, пришлось снести старые постройки. Первоначально он состоял только из мотта и внутреннего двора.
Ранняя история замка тесно связана с родом Бошанов из Бедфорда, которые претендовали на должность наследственного кастеляна замка. Первым кастеляном стал Гуго де Бошан (умер около 1114/1118), который получил эту должность вместе с должностью шерифа и поместьями в Бедфордшире, составившие феодальную баронию Бедфорд, благодаря браку с Матильдой, дочерью и наследницей Ральфа де Тельебуа, кастеляна Бедфордского замка и шерифа Бедфордшира. Кастеляном был и его сын, Симон I де Бошан (умер 1136/1137). Он умер в начале правления Стефана Блуаского, оставив только дочь, которую король выдал в 1137 году замуж за Гуго де Бомонаа,  младшего брата Роберта де Бомона, графа Лестера, и Галерана де Бомона, граф де Мёлана, игравшими ведущие роли в управлении Англией при Стефане Блуаском. Позже Гуго получил от короля ещё титул графа Бедфорда. Этот брак вызвал недовольство племянников Симона, Миля и Пейна де Бошанов, посчитавших, что король лишает их законных владений. Миль, который был кастеляном с согласия короля, отказался передать замок Гуго, но после осады королевской армии в феврале 1138 года был вынужден его покинуть. После этого братья перешли на сторону императрицы Матильды, сопернице Стефана в борьбе за английский трон, которая привела к гражданской войне. Матильда признала за Милем права на баронию Бедфорд и должность кастеляна. В 1141 году Миль ненадолго смог вернуть себе замок. В 1146 году замок был захвачен Ранульфом де Жерноном, графом Честером, перешедшим на сторону Стефана. Возможно, что сторонники короля удерживали его до 1153 года, когда его отвоевал будущий король Генрих II Плантагенет, после чего замок был возвращён Бошанам.

## Замок в XIII веке

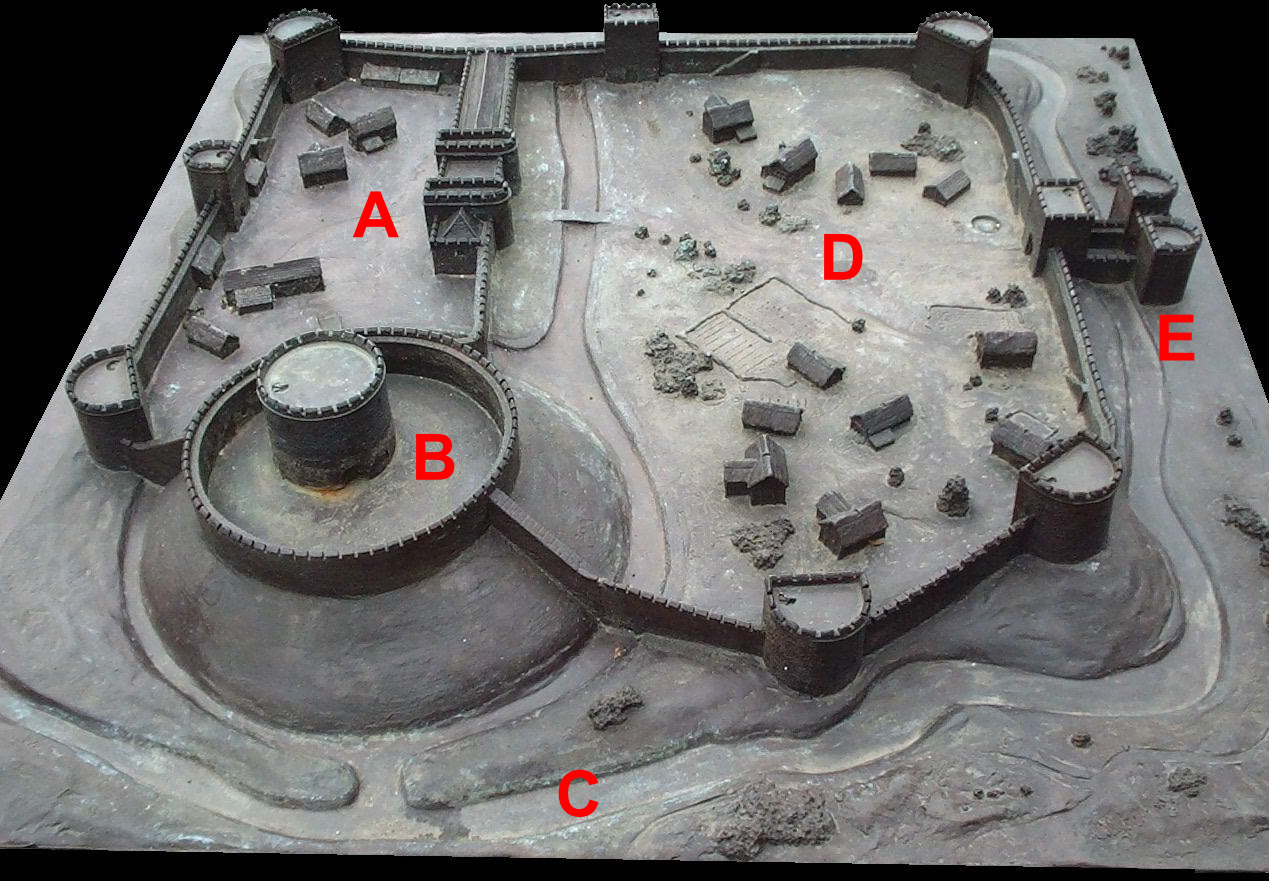
Реконструкция Бедфордского замка после его восстановления в 1224 году: A — внутренний двор, B — главная башня, C — ров, D — внешняя стена, E — сторожка

Во время первой баронской войны Уильям I де Бошан из Бедфорда поддержал баронскую оппозицию. В этом году он участвовал в собрании баронов в Стэмфорде и принимал лидеров баронов в Бедфорде. В результате он оказался среди баронов, отлучённых папой Иннокентием III от церкви. В декабре 1215 года замок был захвачен Фальком де Брете, который воспользовавшись отсутствием Уильяма. 20 мая 1217 года Уильям участвовал на стороне мятежников в битве при Линкольне, во время которой попал в плен к регенту Англии Уильяму Маршалу, но осенью был помилован и отпущен на свободу по условиям Ламбертского мира, положившего конец Первой баронской войне. Хотя владения и были возвращены Уильяму, замок Бедфорд остался под контролем Фалька де Брете, который использовал его в качестве плацдарма для набегов и грабежа окружающих его земель. После рассмотрения жалоб регентский совет в 1224 году потребовал от Фулька сдать замок. Когда тот отказался это сделать, замок был взят королевской армией и частично сожён. По приказу Генриха III замок был разобран, рвы были засыпаны, а высота стен была уменьшена вдвое. 20 августа Бедфорд был возвращён Уильяму де Бошану при условии, что он не будет его укреплять, а все жилые дома будут построены снаружи замка.
Полученный при разборе замка и стен камень был использован для ремонта улиц и перестройке церквей Святого Павла и Святого Катберта, ставшими теперь каменными. Согласно местной традиции, тогда же был построен и первый каменный мост в городе. Сам Уильям на месте разобранной главной башни построил неукреплённый дом.
Во владении Бошанов замок оставался до 1365 года, когда последний представитель рода, Джон де Бошан из Бедфорда, погиб в битве при Ившеме. После этого владения Бошанов были разделены между сёстрами Джона и их наследницами. Сам замок оказался во владении Роджера II де Моубрея, мужа Матильды де Бошан, старшей из сестёр. Моубреи владели им до угасания рода.

## Позднаяя история

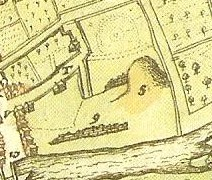
Замок на карте Джона Спида 1611 года

В XIV веке замок описывался как пустой участок, окружённый стенами. Судя по всему, замок оставался заброшенном на протяжении всего оставшегося периода средневековья. На карте средневекового картографа Джона Спида, составленной в 1611 году, изображён мотт и фрагмент замковой стены, стоящие на пустом месте.
Во время английской революции в 1643 году Бедфорд был захвачен Рупрехтом Пфальцским, который для защиты перестроил замок. Вероятно, на останках мотта были построены деревянный форт и тюрьма, которые защищались гарнизоном из 100 человек. После революци и до XIX века на мотте располагалась лужайка для боулинга.
В 1804 году северо-восточная башня замка была превращена в шестиугольное здание для местного ополчения. Во второй половине XIX века город Бедфорд стал расширяться на восток, поэтому территория замка стала использоваться для застройки. Последние части барбакана были разрушены, чтобы освободить место для зданий.

## Настоящее время

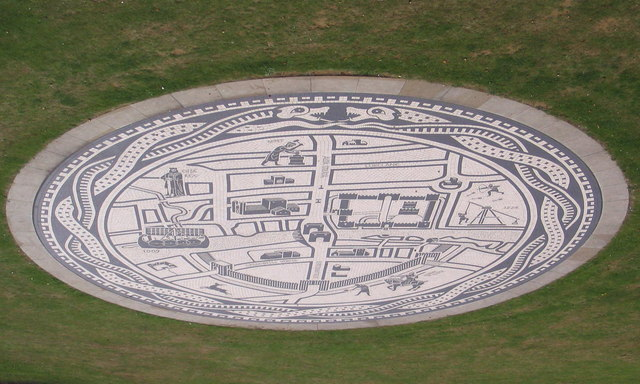
Мозаичная карта Бедфорда, изображающая средневековый город Бедфорд, созданная художником Гэри Дростлом по поручению городского совета в 2004 году

В настоящее время в замке сохранилось только основание мотта высотой в 25 футов (7,5 м) и шириной в 161 фут (49 м), который является памятником культуры, охраняемым государством. Чтобы лучше понять историю замка, в 1969—1972 и 1995—1996 годах были проведены раскопки . Новые раскопки были проведены в 2007 году, после чего в 2007—2009 годах был построен археологический парк.